# Yovska
Yovska Martínez Moreno, conocida profesionalmente como Yovska, es una artista drag, de la cultura ball, personalidad de Internet y artista mexicana-canadiense que apareció en la serie documental Canada's a Drag de CBC Gem. Compitió en la tercera temporada de The Boulet Brothers' Dragula y la primera de The Boulet Brothers' Dragula: Titans.

## Primeros años y educación
Yovksa nació en México y emigró a Canadá cuando tenía siete años. Se graduó de la OCAD University en Toronto en 2018 con una licenciatura en Arte y Diseño de Materiales.

## Carrera
Yovska comenzó su carrera como drag en la alianza Kiki Ballroom en Toronto, específicamente con la Kiki House of Siriano encabezada por Twysted Siriano. Desfiló principalmente en la categoría 'Bizarro', donde a partir de 2019 tuvo un récord invicto. Se le concedió el estatus legendario en los kiki ballrooms, siendo una de las 13 leyendas.
En 2019, Yovska apareció en un episodio de la segunda temporada de Canada's a Drag. Más tarde fue anunciada como concursante de la tercera temporada de The Boulet Brothers' Dragula, convirtiéndose en la primera canadiense en aparecer en el programa. Fue eliminada en el tercer episodio después del desafío Monsters of Rock. Más tarde regresó como una de los concursantes del spin-off de Dragula, The Boulet Brothers' Dragula: Titans. El programa presentó a monstruos de las primeras cuatro temporadas de Dragula para una segunda oportunidad. Fue eliminada en el segundo episodio.
Yovska también ha ganado seguidores en varias plataformas de redes sociales por sus creaciones y actuaciones drag, especialmente en TikTok y Twitch.

## Vida personal
Yovska utiliza los pronombres «ella» y «elle».

## Filmografía

### Televisión
| Año  | Título                                              | Papel       | Notas       |
| ---- | --------------------------------------------------- | ----------- | ----------- |
| 2019 | Canada's a Drag                                     | Ella misma  | 1 episodio  |
| 2019 | The Boulet Brothers' Dragula (3° temporada)         | Concursante | 4 episodios |
| 2022 | The Boulet Brothers' Dragula: Titans (1ª temporada) | Concursante | 2 episodios |